# Billie Bentein
Billie Bentein (Blankenberge, 2 oktober 1986) is een Belgische zangeres.

## Levensloop en carrière
Bentein begon haar muziekcarrière in 2011. Ze zong de single Africa van DJ Licious in. In 2012 ging ze een samenwerking aan met Netsky voor de single We Can Only Live Today (Puppy). De single behaalde een achtste plaats in de Ultratop 50 (Vlaanderen). In 2015 ging ze solo met de single Give Me The Knife. In 2017 bracht ze het nummer ‘Love Kills Slowly’ uit.

## Discografie
| Single met hitnotering(en) in de Vlaamse Ultratop 50 | Datum van verschijnen | Datum van binnenkomst | Hoogste positie | Aantal weken | Opmerkingen                        |
| ---------------------------------------------------- | --------------------- | --------------------- | --------------- | ------------ | ---------------------------------- |
| Africa                                               | 2011                  | 16-07-2011            | tip24           |              | met DJ Licious                     |
| We Can Only Live Today (Puppy)                       | 2012                  | 10-11-2012            | 8               | 26           | met Netsky                         |
| Get You Up                                           | 2013                  | 05-08-2013            | tip80           |              | met Jonathan Pitch & Romero Blanco |
| Give Me The Knife                                    | 2015                  | 21-02-2015            | 17              | 10           |                                    |
| Caught By The Tide                                   | 2015                  | 02-10-2015            | 32              | 5            |                                    |
| Talking Loud                                         | 2016                  | 16-04-2016            | tip             |              |                                    |